# Andreas Thorkildsen
Andreas Thorkildsen (né le 1er avril 1982 à Kristiansand) est un athlète norvégien, champion du monde et double champion olympique du lancer du javelot.

## Biographie

### La jeunesse
Andreas Thorkildsen naît à Kristiansand dans une famille d'athlètes : son père Tomm a été sélectionné en équipe nationale norvégienne en juniors et possède des records personnels de 10 s 9 sur 100 mètres et 71,64 m au lancer du javelot ; sa mère Bente (née Amundsen) a été championne de Norvège sur 100 mètres haies et détient un record personnel sur la distance de 14 s 9. Il a un frère ainé, Christian. Son père l'initie au javelot dès l'âge de 11 ans. Jusqu'à 16 ans, il pratique également le football, avant de se consacrer complètement au javelot.

### 1999 - 2003: les débuts

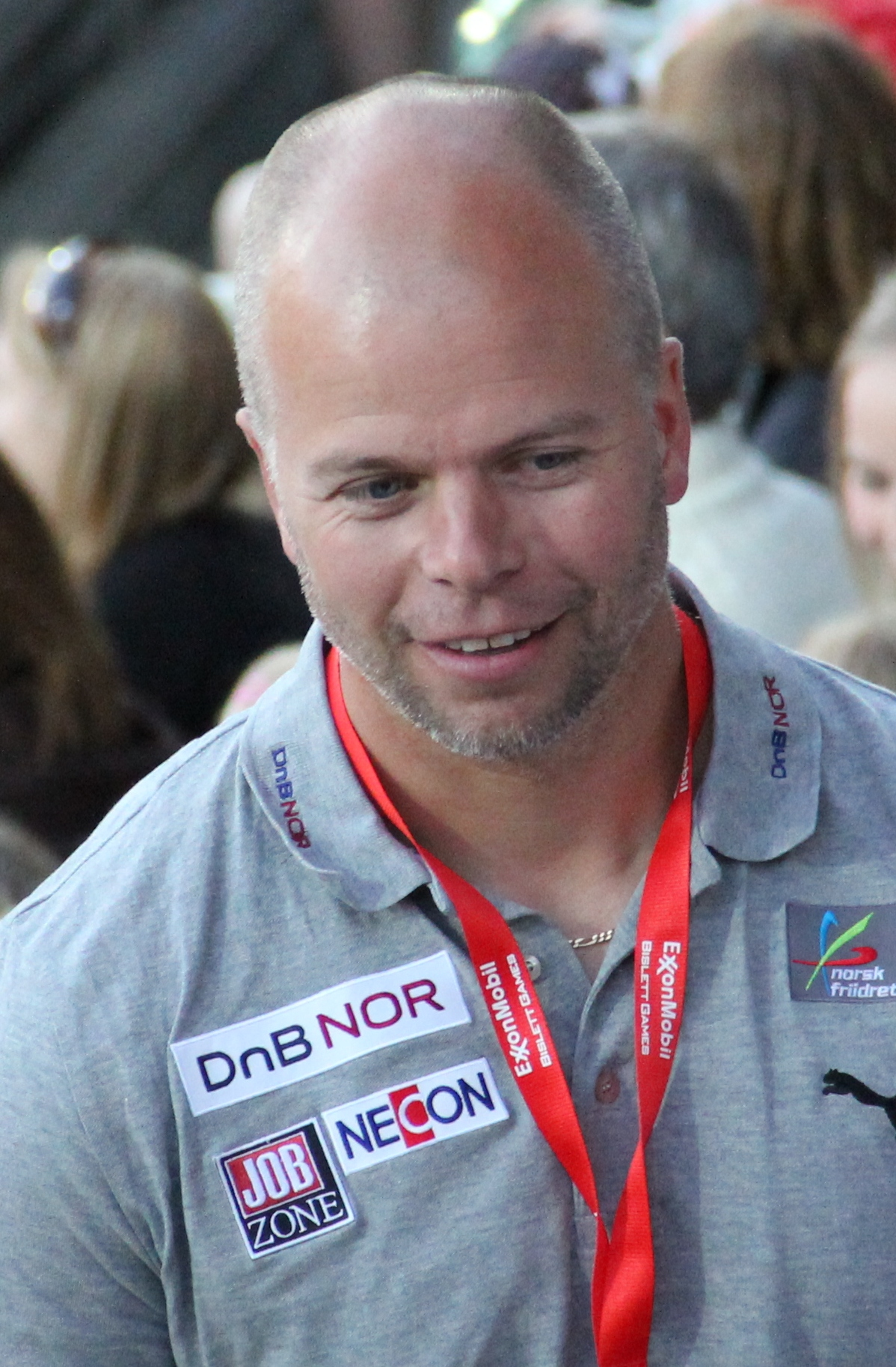
Åsmund Martinsen, entraîneur de Thorkildsen

Il fait ses débuts sur la scène internationale à l'occasion des Championnats d'Europe juniors 1999 de Riga, se classant septième de la finale, avec 72,11 m.
L'année suivante, il termine deuxième des Championnats du monde juniors de Santiago du Chili, derrière le Sud-Africain Gerhardus Pienaar, en améliorant le record national junior avec 76,34 m. C'est également en 2000 qu'il remporte sa première médaille aux Championnats de Norvège sénior. Il réalise 72,72 m et se classe deuxième derrière Ronny Nilsen (75,39 m).
En 2001, il déménage à Oslo pour se rapprocher de son entraîneur Åsmund Martinsen. Le 7 juin 2001, à Bergen, il établit le nouveau record du monde junior du lancer du javelot avec 83,87 m. Cette même année, il remporte également son premier titre national avec un jet à 79,98 m, ainsi que la médaille d'argent aux Championnats d'Europe juniors, derrière le Russe Aleksandr Ivanov.
Andreas Thorkildsen fait peu à peu son apprentissage du haut niveau en étant éliminé dès les qualifications des Championnats du monde 2001 et des Championnats d'Europe 2002.
En 2003, il termine au pied du podium aux Championnats d'Europe espoirs avec 76,95 m. Aux Championnats du monde 2003, il parvient à se hisser en finale grâce à un jet à 79,44 m à son dernier essai de qualification. Deux jours plus tard, il doit finalement se contenter de la 11e place, avec 77,75 m.

### 2004 - 2008: le doublé olympique
Le 27 juillet 2004, Thorkildsen remporte le meeting de Stockholm avec 83,46 m soit près de 5 mètres devant l'Américain Breaux Greer (78,52 m). En août, âgé seulement de 22 ans, le Norvégien remporte à la surprise générale le concours des Jeux olympiques d'Athènes en lançant son javelot à 86,50 m, record personnel à son deuxième essai. Il devance le Letton Vadims Vasiļevskis et le Russe Sergey Makarov de près de deux mètres,. En septembre, il prend la 2e place lors de la Finale mondiale de l'athlétisme organisée à Monaco. Il réalise 82,52 m, tandis que le vainqueur, Breaux Greer lance à 87,86 m. Son titre olympique vaut à Andreas Thorkildsen d'être choisi comme sportif norvégien de l'année 2004.
En 2005, Thorkildsen se classe deuxième des Championnats du monde d'athlétisme 2005 avec 86,18 m. Il est devancé par l'Estonien Andrus Värnik (87,17 m), la médaille de bronze revenant au Russe Sergey Makarov (83,54 m). En fin de saison, il est battu par le Finlandais Tero Pitkämäki lors de la Finale mondiale de l'athlétisme, malgré un lancer à 89,60 m, qui constitue alors son record personnel.

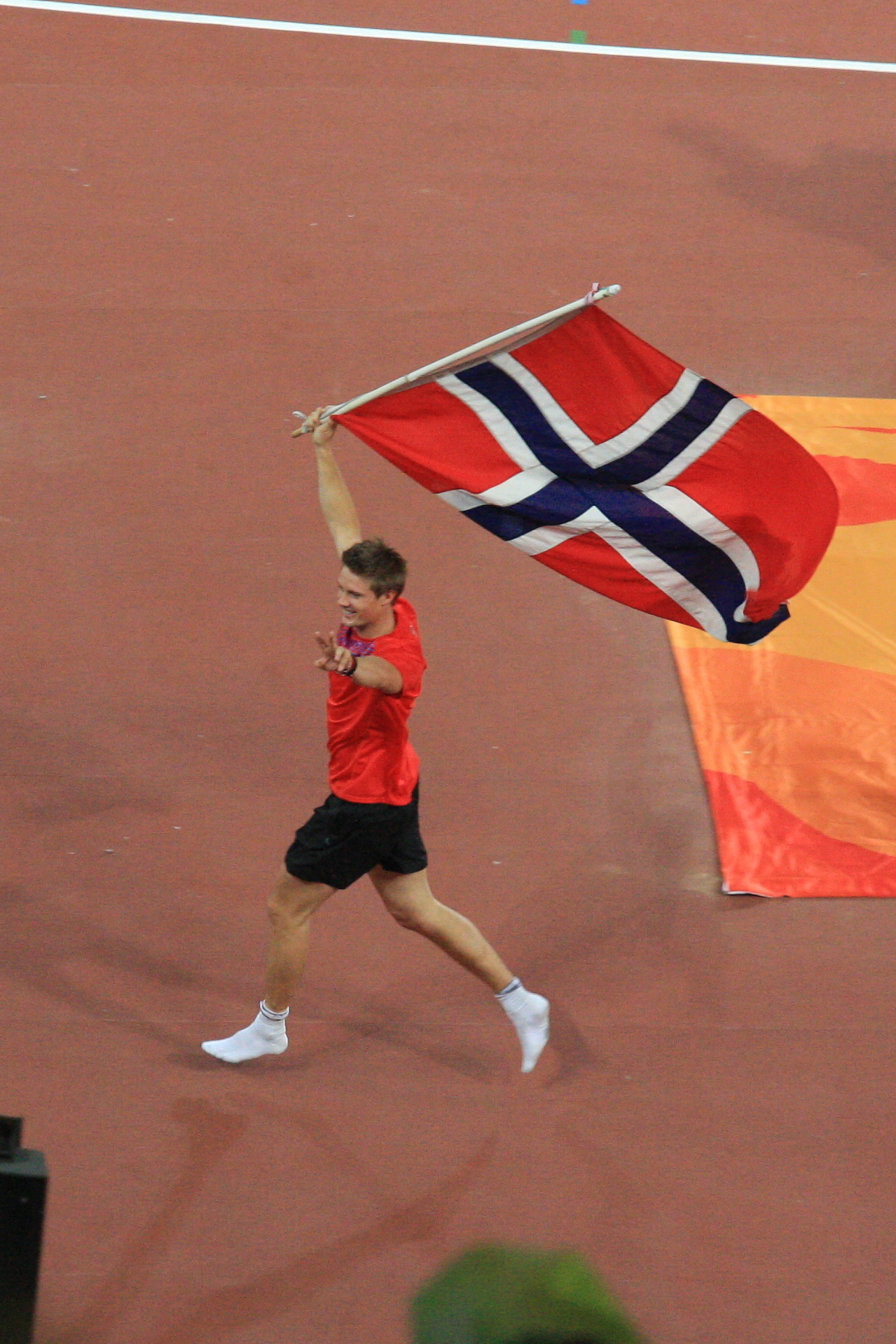
Thorkildsen célébrant son titre aux Jeux de 2008.

En mai 2006, Thorkildsen franchit pour la première fois la ligne des 90 mètres (90,13 m), lors du Qatar Athletic Super Grand Prix à Doha. Un mois plus tard, le 2 juin 2006, il améliore une nouvelle fois son record personnel aux Bislett Games d'Oslo avec un jet à 91,59 mètres. En août, Andreas Thorkildsen devient pour la première fois champion d'Europe à Göteborg, réussissant un jet à 88,78 m à son dernier essai. Il devance Tero Pitkämäki et Jan Železný. En septembre, il représente l'Europe lors de la Coupe du monde des nations, et s'impose avec 87,17 m devant le Sud-Africain Gerhardus Pienaar (83,62 m) et le Russe Aleksandr Ivanov (81,87 m).
En juillet 2007, Thorkildsen s'impose lors du meeting Golden Gala de Rome avec 88,36 m. Puis en septembre, il remporte une nouvelle fois la médaille d'argent aux Championnats du monde à Osaka, grâce à un lancer à 88,61 m à son deuxième essai. Il doit s'incliner cette fois face au Finlandais Tero Pitkämäki qui réalise 90,33 m. Le Norvégien prend sa revanche au Weltklasse Zurich, le 7 septembre 2007 : il remporte le concours avec 89,51 m, contre 87,44 m pour le Finlandais. Cependant, Pitkämäki devancera encore Thorkildsen en fin de saison, lors de la Finale mondiale de l'athlétisme.
En 2008, son principal objectif est le titre olympique à Pékin. Lors de sa préparation, il s'impose aux Bislett Games avec un jet à 87,73 m. Lors des Jeux olympiques de Pékin, il conserve son titre olympique avec un lancer à 90,57 m à son cinquième essai. Il devance de plus de 4 mètres Tero Pitkämäki (86,16 m). Il bat par la même occasion le record olympique du Tchèque Jan Železný situé à 90,17 m et datant de 2000. Le 29 août, il remporte le meeting de Zürich, comptant pour la Golden League 2008, avec un nouveau lancer au-delà des 90 mètres (90,28 m).
En fin d'année, Andreas Thorkildsen reçoit le trophée de l'athlète masculin européen de l'année décerné par l'AEA, et obtient pour la seconde fois le titre de sportif norvégien de l'année.

### 2009: première couronne mondiale
Le 23 août 2009, Andreas Thorkildsen remporte la finale des Championnats du monde de Berlin, établissant avec 89,59 m son meilleur lancer de la saison. Il devance le Cubain Guillermo Martinez et le Japonais Yukifumi Murakami. Tero Pitkämäki, le Finlandais champion du monde en titre, ne prend que la cinquième place du concours. Avec ce titre, Thorkildsen devient le premier lanceur de javelot à détenir simultanément les couronnes européenne, mondiale et olympique. Quelques jours plus tard, au Weltklasse Zurich, il réalise la meilleure performance mondiale de l'année avec un jet à 91,28 m, mieux que les 90,71 m du Letton Vadims Vasiļevskis qui dataient du mois de mai. Le 13 septembre 2009, il remporte la Finale mondiale de l'athlétisme avec 87,75 m réalisés à son dernier essai.
Aux championnats d'Europe 2010 à Barcelone, après un concours de qualifications difficile où il ne franchit pas la mesure requise nécessaire à une qualification directe, il l'emporte avec un jet à 88,37 m devant De Zordo et Pitkämäki. En 2010, Thorkildsen remporte également la Ligue de diamant au lancer du javelot, en s'imposant lors de six des sept concours disputés. Il remporte notamment le Mémorial Van Damme à Bruxelles, épreuve finale de la Ligue de diamant en lançant à 89,88 m. Début septembre, il représente l'Europe lors de la Coupe continentale d'athlétisme 2010 et prend la première place de l'épreuve avec 89,26 m, soit plus de six mètres d'avance sur le second, le Sud-Africain Gerhardus Pienaar (83,17 m). Il est élu athlète norvégien de l'année 2010.
En 2011, son début de saison est perturbée par une blessure à l'aine contractée lors du meeting de Shanghai. En août, Andreas Thorkildsen marque les esprits en remportant les Championnats de Norvège avec un jet à 90,61 m (meilleure performance mondiale de la saison), et ce à quelques jours des Championnats du monde d'athlétisme 2011. Aux Championnats du monde à Daegu, il remporte la médaille d'argent avec 84,78 m, la victoire revenant à l'Allemand Matthias de Zordo, surprise du concours. Au cours de la Ligue de diamant, le Norvégien remporte trois des sept concours, à savoir l'Athletissima de Lausanne, l'Aviva Birmingham Grand Prix et le DN Galan de Stockholm. Il termine finalement deuxième au classement final derrière de Zordo.

### 2012: année décevante
La saison 2012 est difficile pour Thorkildsen. Il échoue au pied du podium aux Championnats d'Europe avec 81,55 m, et termine à la sixième place aux Jeux olympiques (82,63 m), alors qu'il nourrissait des ambitions de victoire dans ces deux compétitions. Fin août, après le meeting Dagens Nyheter Galan de Stockholm où il prend la 10e et dernière place avec 71,05 m, Andreas Thorkildsen annonce qu'il met un terme à sa saison.

### 2016: retraite sportive
Il annonce le 11 mai 2016 sur son compte instagram qu'il met fin à sa carrière, à l'âge de 34 ans,.

## Palmarès

### Palmarès international

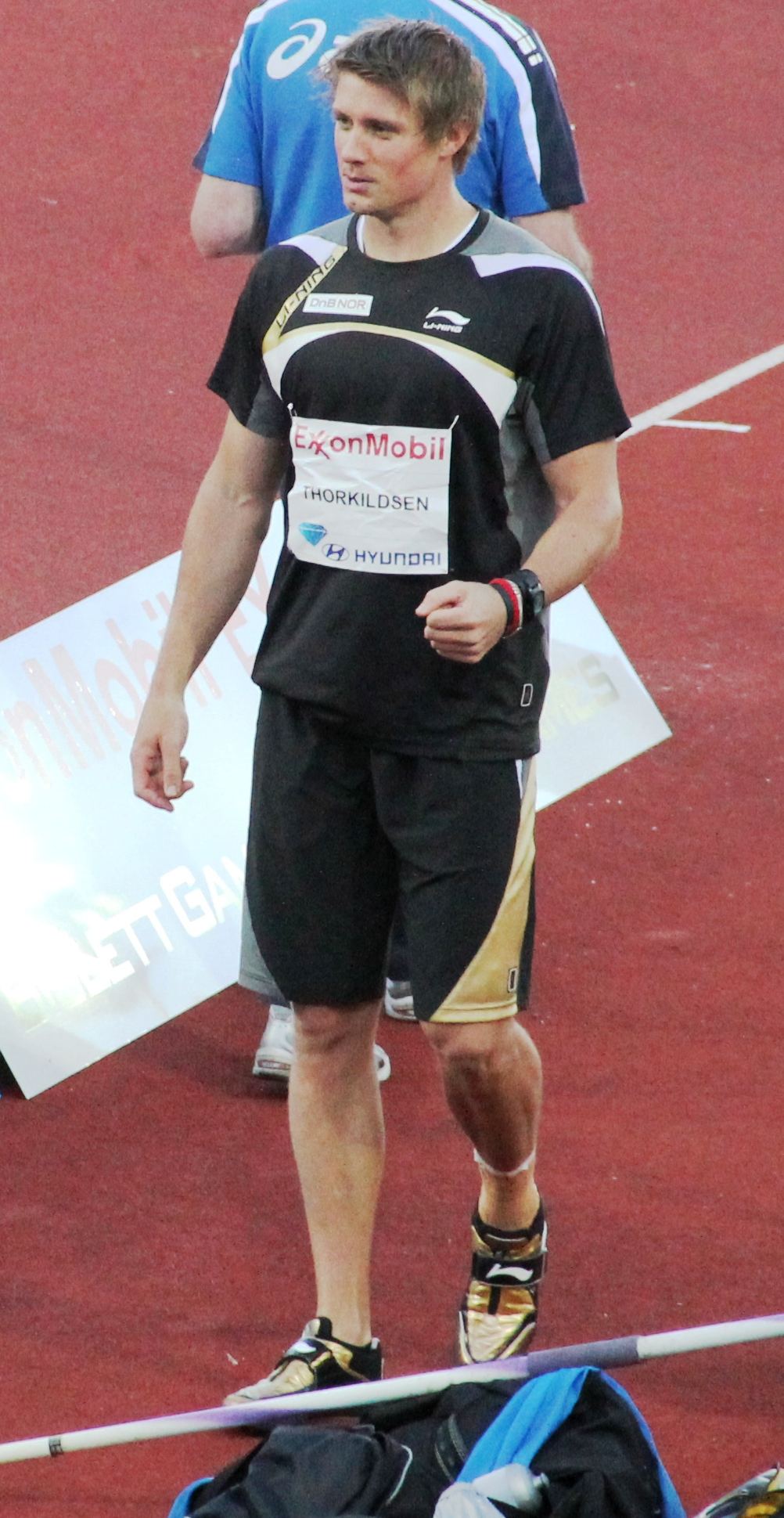
Andreas Thorkildsen lors des Bislett Games 2010.

| Date | Compétition                       | Lieu              | Résultat | Marque  |
| ---- | --------------------------------- | ----------------- | -------- | ------- |
| 1999 | Championnats d'Europe juniors     | Riga              | 7e       | 72,11 m |
| 2000 | Championnats du monde juniors     | Santiago du Chili | 2e       | 76,34 m |
| 2001 | Championnats d'Europe juniors     | Grosseto          | 2e       | 76,98 m |
| 2003 | Championnats d'Europe espoirs     | Bydgoszcz         | 4e       | 76,95 m |
| 2003 | Championnats du monde             | Paris             | 11e      | 77,75 m |
| 2004 | Jeux olympiques                   | Athènes           | 1er      | 86,50 m |
| 2004 | Finale mondiale                   | Monaco            | 2e       | 82,52 m |
| 2005 | Championnats du monde             | Helsinki          | 2e       | 86,18 m |
| 2005 | Finale mondiale                   | Monaco            | 2e       | 89,60 m |
| 2006 | Championnats d'Europe             | Göteborg          | 1er      | 88,78 m |
| 2006 | Finale mondiale                   | Stuttgart         | 1er      | 89,50 m |
| 2006 | Coupe du monde des nations        | Athènes           | 1er      | 87,17 m |
| 2007 | Championnats du monde             | Osaka             | 2e       | 88,61 m |
| 2007 | Finale mondiale                   | Stuttgart         | 2e       | 85,06 m |
| 2008 | Jeux olympiques                   | Pékin             | 1er      | 90,57 m |
| 2008 | Finale mondiale                   | Stuttgart         | 2e       | 83,77 m |
| 2009 | Championnats du monde             | Berlin            | 1er      | 89,59 m |
| 2009 | Finale mondiale                   | Thessalonique     | 1er      | 87,75 m |
| 2010 | Championnats d'Europe par équipes | Bergen            | 2e       | 82,98 m |
| 2010 | Championnats d'Europe             | Barcelone         | 1er      | 88,37 m |
| 2010 | Ligue de diamant                  | Ligue de diamant  | 1er      | détails |
| 2010 | Coupe continentale                | Split             | 1er      | 89,26 m |
| 2011 | Championnats du monde             | Daegu             | 2e       | 84,78 m |
| 2011 | Ligue de diamant                  | Ligue de diamant  | 2e       | détails |
| 2012 | Championnats d'Europe             | Helsinki          | 4e       | 81,55 m |
| 2012 | Jeux olympiques                   | Londres           | 5e       | 82,63 m |
| 2013 | Championnats du monde             | Moscou            | 6e       | 81,06 m |
| 2013 | Ligue de diamant                  | Ligue de diamant  | 3e       | détails |

### Palmarès national
- Champion de Norvège du lancer du javelot: 2001, 2003-2006, 2009-2011[1].

## Records
Andreas Thorkildsen a été détenteur du record du monde junior du lancer du javelot, avec 83,87 m réalisé à Bergen le 7 juin 2001. Ce record a été battu 10 ans plus tard, le 22 juin 2011, par le Letton Zigismunds Sirmais, qui a réalisé un jet à 84,47 m à Sofia lors de la coupe d'Europe hivernale des lancers.

### Record personnel
| Épreuve           | Performance | Lieu | Date        |
| ----------------- | ----------- | ---- | ----------- |
| Lancer du javelot | 91,59 m     | Oslo | 2 juin 2006 |

### Meilleures performances par année
| Année | Âge | Marque  | Date              | Lieu         | Rang |
| ----- | --- | ------- | ----------------- | ------------ | ---- |
| 1998  | 16  | 61,57 m | 21 juin 1998      | Kristiansand | -    |
| 1999  | 17  | 72,11 m | 7 août 1999       | Riga         | -    |
| 2000  | 18  | 77,48 m | 30 septembre 2000 | Düdingen     | -    |
| 2001  | 19  | 83,87 m | 7 juin 2001       | Bergen       | -    |
| 2002  | 20  | 83,43 m | 16 juin 2002      | Karlstad     | 16   |
| 2003  | 21  | 85,72 m | 14 juin 2003      | Ventspils    | 8    |
| 2004  | 22  | 86,50 m | 28 août 2004      | Athènes      | 7    |
| 2005  | 23  | 89,60 m | 10 septembre 2005 | Monaco       | 3    |
| 2006  | 24  | 91,59 m | 2 juin 2006       | Oslo         | 1    |
| 2007  | 25  | 89,51 m | 7 septembre 2007  | Zurich       | 4    |
| 2008  | 26  | 90,57 m | 23 août 2008      | Pékin        | 1    |
| 2009  | 27  | 91,28 m | 28 août 2009      | Zurich       | 1    |
| 2010  | 28  | 90,37 m | 29 mai 2010       | Florø        | 1    |
| 2011  | 29  | 90,61 m | 14 août 2011      | Byrkjelo     | 1    |
| 2012  | 30  | 84,72 m | 25 mai 2012       | Ostrava      | 10   |
| 2013  | 31  | 84,64 m | 8 juin 2013       | Florø        |      |
| 2014  | 32  | 80,79 m | 5 juillet 2014    | Paris        |      |
| 2015  | 33  | -       | -                 | -            |      |
| 2016  | 34  |         |                   |              |      |

| no | Marque  | Date            | Lieu      |
| -- | ------- | --------------- | --------- |
| 1  | 91,59 m | 2 juin 2006     | Oslo      |
| 2  | 91,28 m | 28 août 2009    | Zurich    |
| 3  | 90,61 m | 14 août 2011    | Byrkjelo  |
| 4  | 90,57 m | 23 août 2008    | Pékin     |
| 5  | 90,37 m | 29 mai 2010     | Florø     |
| 6  | 90,34 m | 14 juillet 2006 | Rome      |
| 7  | 90,28 m | 29 août 2008    | Zurich    |
| 8  | 90,13 m | 12 mai 2006     | Doha      |
| 9  | 89,88 m | 27 août 2010    | Bruxelles |
| 10 | 89,78 m | 25 juillet 2006 | Stockholm |

## Médias et sponsors
Andreas Thorkildsen a tenu un journal hébergé sur le site de l'IAAF au cours de la saison 2010.
Sa relation avec la spécialiste des haies Christina Vukićević a été suivie dans la presse norvégienne. Le couple annonce sa séparation en mars 2011, après 6 ans ensemble.
En 2010, Andreas Thorkildsen met fin à son contrat avec l'équipementier Adidas et signe avec la marque chinoise Li Ning.
En décembre 2011, Thorkildsen signe un accord de partenariat avec Coca-Cola pour une durée de 2 ans. Le Norvégien sera notamment l'ambassadeur de la marque dans le cadre des Jeux olympiques d'été de 2012.
En 2013, le frère d'Andreas Thorkildsen, Christian, réalise un documentaire sur la saison de l'athlète.